# Han Song-yi
Han Song-yi (kor. 한송이, ur. 5 września 1984 w Osan) – południowokoreańska siatkarka, grająca jako atakująca.

## Sukcesy klubowe
Klubowe mistrzostwa Azji
- 2004/05

## Sukcesy reprezentacyjne
Mistrzostwa Azji:
- 2011, 2013

Igrzyska Azjatyckie:
- 2014
- 2010

Mistrzostwa Azji U-17:
- 2001